# Хисарја
Хисарја (буг. Хисаря) град је у Републици Бугарској, у средишњем делу земље, седиште истоимене општине Хисарја у оквиру Пловдивске области.
Хисарја је позната по вредним староримским ископинама, које спадају у најзначајније у Бугарској.

## Географија
Положај: Хисарја се налази у средишњем делу Бугарске. Од престонице Софије град је удаљен 170 km источно, а од обласног средишта, Пловдива град је удаљен 40 km северно.
Рељеф: Област Хисарје се налази у северном делу Тракије, у области Средње горе. Град се сместио у брдском подручју, на приближно 370 m надморске висине.
Клима: Клима у Хисарји је континентална.
Воде: Хисарја се у области са више мањих водотока, који су све притоке реке Марице.

## Историја
Област Хисарје је првобитно било насељено Трачанима, а после њих овом облашћу владају стари Рим и Византија. У доба старог Рима овде се развио значајан град Диоклецијанополис. Јужни Словени ово подручје насељавају у 7. веку. Од 9. века до 1373. године област је била у саставу средњовековне Бугарске.
Крајем 14. века област Хисарје је пала под власт Османлија, који владају облашћу 5 векова.
Године 1885. град је постао део савремене бугарске државе. Насеље постоје убрзо средиште окупљања за села у околини, са више јавних установа и трговиштем.

## Становништво
По проценама из 2010. године Хисарја је имала око 7.700 становника. Огромна већина градског становништва су етнички Бугари. Остатак су махом Роми. Последњих деценија град губи становништво због удаљености од главних токова развоја у земљи.

## Партнерски градови
- Алексинац

## Галерија
- Староримски остаци
- Зидине староримског града